# Stephen Moore (rugby à XV)
Pour les articles homonymes, voir Stephen Moore et Moore.

a Compétitions nationales et continentales officielles uniquement.

b Matchs officiels uniquement.
Dernière mise à jour le 25 juin 2018.
Stephen T. Moore, né le 20 janvier 1983 de parents irlandais à Khamis Mushait (Arabie saoudite), est un joueur de rugby à XV qui évolue au poste de talonneur. Il joue avec l'équipe d'Australie, sélection avec laquelle il remporte le Rugby Championship 2015 puis s'incline en finale de la coupe du monde 2015. Après avoir joué cinq saisons pour les Queensland Reds, il a joué de 2009 à 2016 avec les Brumbies et est retourné aux Queensland Reds en 2017.

## Carrière

### En club
Stephen Moore débute avec la province de Queensland et les Reds en 2003. En six saisons, il participe à 47 matchs de Super 12 et Super 14 avec les Queensland Reds (2 essais) mais son équipe ne parvient jamais à s'éloigner du fond du classement. En 2009, il rejoint l'équipe des Brumbies. Lors des saisons 2009 et 2010, il participe à 25 matchs de Super 14 (2 essais) où son équipe finit respectivement septième et sixième. Lors de la Saison 2011 de Super 15, il prend part à 12 matchs et marque 4 essais mais les Brumbies terminent à la treizième place (4e place de la conférence australienne).

### En équipe nationale
Moore a eu sa première sélection le 11 juin 2005 contre l'équipe des Samoa.

## Palmarès

### En équipe nationale
Stephen Moore compte 112 sélections avec les Wallabies, depuis le 11 juin 2005 à Sydney face à l'équipe des Samoa. Il inscrit six essais, pour un total de 30 points.
Parmi ces sélections, il compte 42 sélections en Tri-nations, ou en Rugby Championship, compétition qui lui succède, inscrivant deux essais. Il compte également trois participations de la coupe du monde. En 2007, il joue quatre matchs, face au Japon, au pays de Galles, aux Fidji et l'Angleterre. Quatre ans plus tard, en 2011, il dispute cinq rencontres, face à l'Italie, les États-Unis, la Russie, adversaire face auquel il inscrit un essai, l'Afrique du Sud et la nouvelle-Zélande. En 2015, il participe aux rencontres face aux Fidji, l'Angleterre, le pays de Galles et l'Écosse, l'Argentine et la Nouvelle-Zélande.
Il annonce arrêter sa carrière avec l'équipe nationale pour la fin de l'année 2017